# Reduto
Reduto är en kommun i Brasilien.   Den ligger i delstaten Minas Gerais, i den sydöstra delen av landet, 800 km sydost om huvudstaden Brasília. Antalet invånare är 6 561.
Omgivningarna runt Reduto är huvudsakligen savann. Runt Reduto är det ganska tätbefolkat, med 58 invånare per kvadratkilometer.